# Cheilolejeunea rotundistipula
Cheilolejeunea rotundistipula là một loài Rêu trong họ Lejeuneaceae. Loài này được (Lehm.) A. Evans ex Malombe mô tả khoa học đầu tiên năm 2009.